# Vraclav
Vraclav (en allemand : Wratzlau) est une commune du district d'Ústí nad Orlicí, dans la région de Pardubice, en République tchèque. Sa population s'élevait à 768 habitants en 2024.

## Géographie
Vraclav se trouve à 6 km à l'ouest-nord-ouest de Vysoké Mýto, à 23 km à l'ouest d'Ústí nad Orlicí, à 24 km à l'est-sud-est de Pardubice et à 119 km à l'est-sud-est de Prague.
La commune est limitée par Radhošť au nord, par Zámrsk au nord-est, par Vysoké Mýto à l'est et au sud, et par Řepníky, Vinary et Stradouň à l'ouest.

## Histoire
La première mention écrite de la localité date de 1073.

## Administration
La commune se compose de trois sections :
- Vraclav
- Sedlec
- Svatý Mikuláš

## Galerie

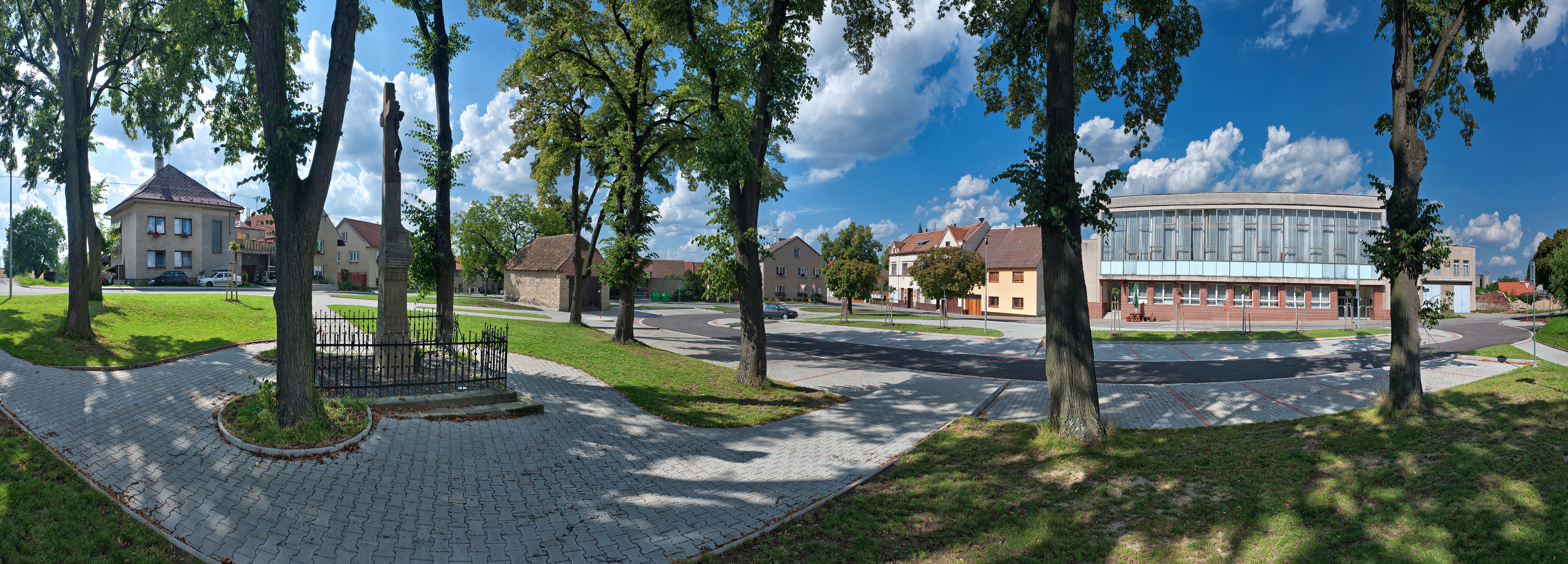
Centre de Vraclav.

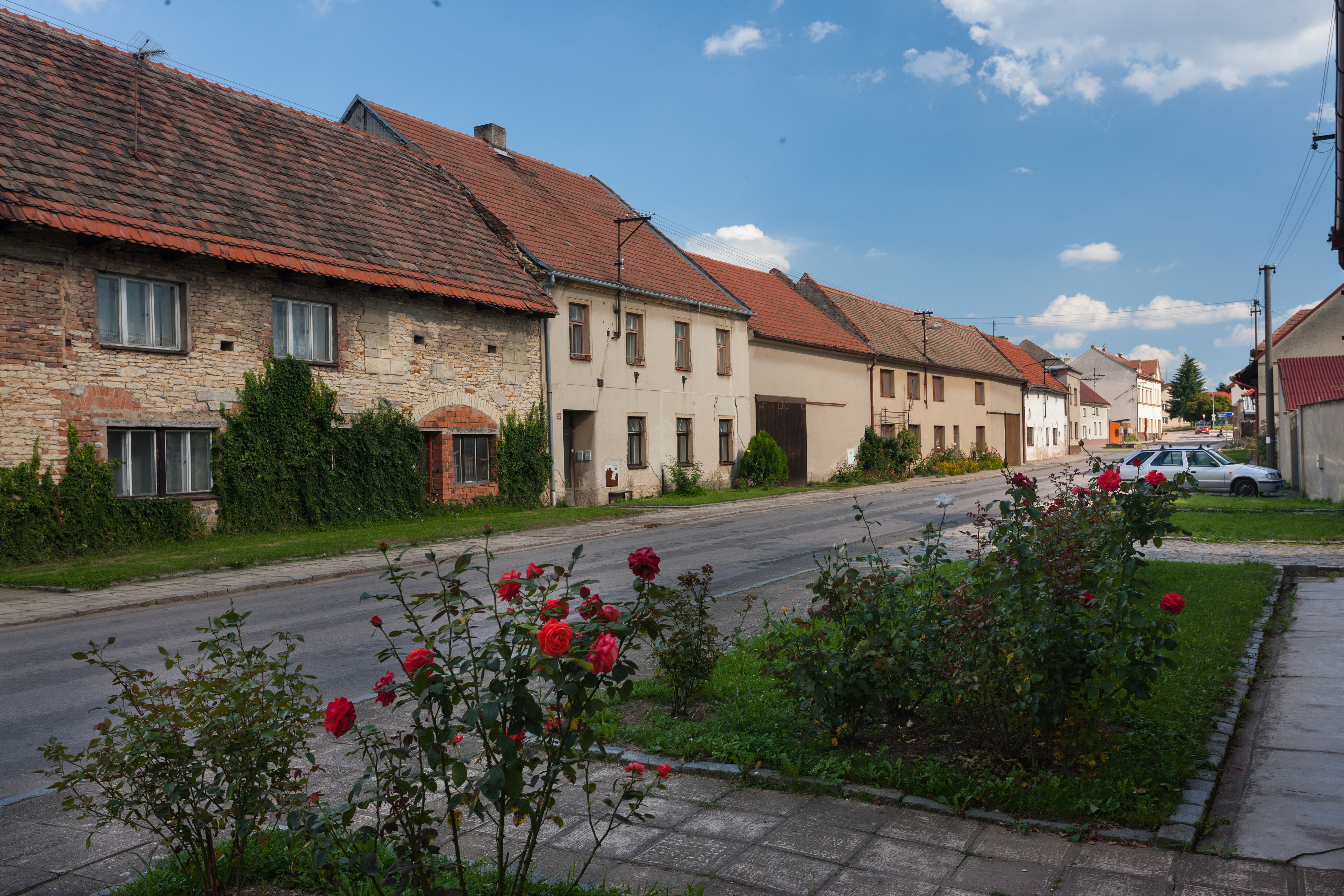
Vraclav : rue principale.
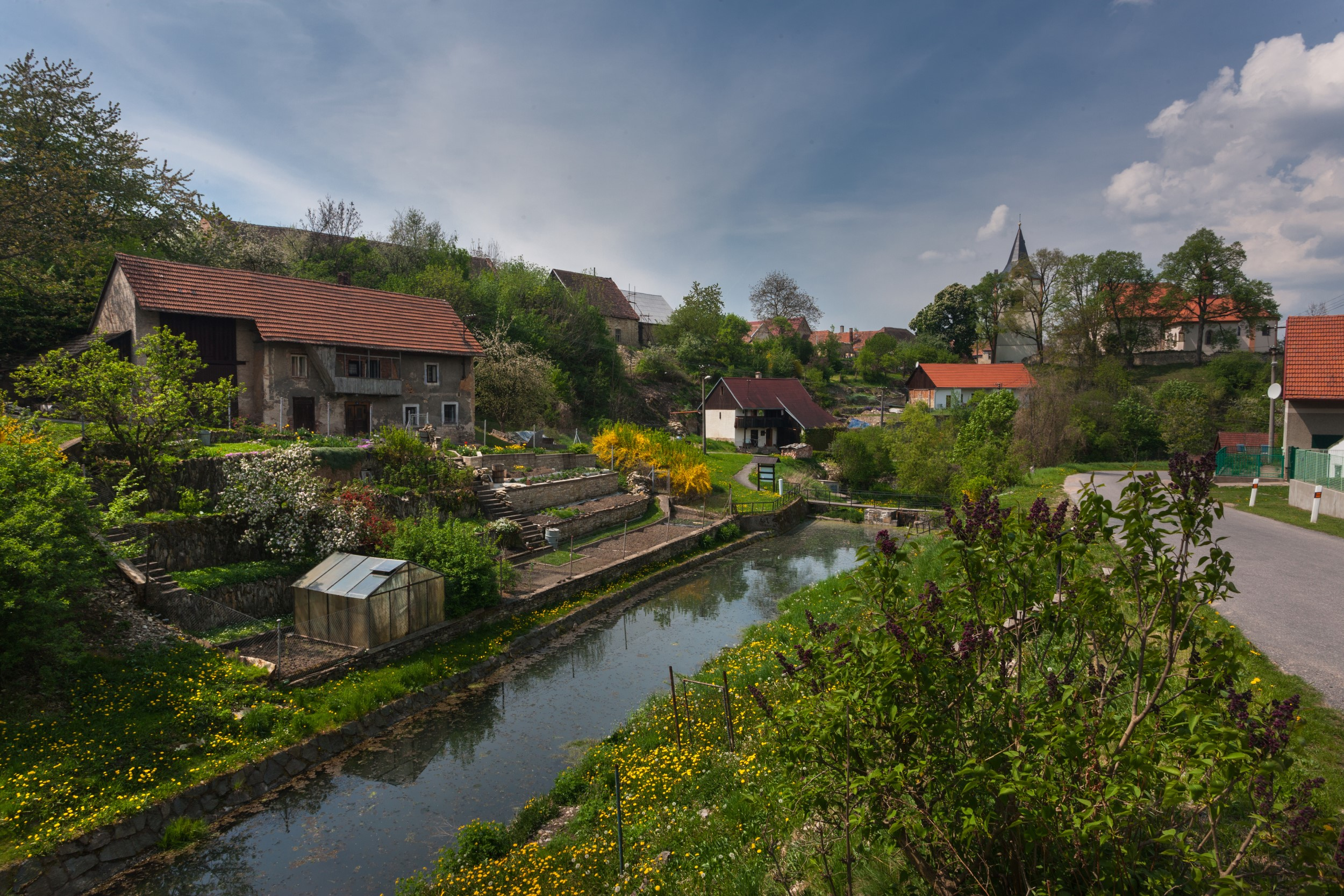
Ruisseau à Vraclav.

## Transports
Par la route, Vraclav trouve à 6 km de Vysoké Mýto, à 30 km d'Ústí nad Orlicí, à 28 km de Pardubice et à 142 km de Prague. 